# Коряковка (Костромская область)
Коряковка —  деревня в Кадыйском районе Костромской области. Входит в состав Завражного сельского поселения.

## География
Находится в юго-восточной части Костромской области на расстоянии приблизительно 43 км на юг по прямой от районного центра поселка Кадый.

## История
Известна была с 1872 года, когда здесь было учтено 16 дворов, в 1907 году отмечено было 32 двора. 

## Население
Постоянное население составляло 97 человек (1872 год), 126 (1897), 189 (1907), 0 в 2002 году, 3 в 2022.